# China Taipéi en los Juegos Olímpicos de Sochi 2014
China Taipéi (Taiwán) estuvo representada en los Juegos Olímpicos de Sochi 2014 por tres deportistas masculinos que compitieron en tres deportes.
El portador de la bandera en la ceremonia de apertura fue el patinador de velocidad Sung Ching-Yang. El equipo olímpico no obtuvo ninguna medalla en estos Juegos.